# Diane (1752)
Pour les articles homonymes, voir Diane.
La Diane était une petite frégate lancée pendant la vague de construction qui sépare la fin de guerre de Succession d'Autriche (1748) du début de la guerre de Sept Ans (1755). Construite par  Blaise Geslain à Rochefort en 1751 et lancé en 1752, elle portait 24 canons. Le navire fut perdu en 1758, pendant le siège de Louisbourg.

## Carrière

Le siège de Louisbourg, en 1758, lors duquel fut perdue la Diane.

En 1755, ce bâtiment était commandé par le capitaine Michel Joseph Froger de l'Éguille lorsqu'il fut envoyé en éclaireur pour annoncer l'arrivée d'importants renforts pour le Canada sous les ordres de Dubois de La Motte. La Diane précéda l'escadre de quelques semaines pour préparer l'arrivée des troupes. Elle quitta la France le 14 mars 1755 alors que le gros de la force française appareillait début mai,.
En 1758, elle se trouvait à Louisbourg lorsque la place fut cernée par les forces anglaises. Le 29 juin, elle fut coulée dans la passe menant à l'océan avec un autre navire pour en barrer l'accès aux Anglais. Sacrifice vain : Louisbourg capitula le 27 juillet 1758. La Diane fait partie des cinquante-six frégates perdues par la France lors de la guerre de Sept Ans.